# Narciso de Vinyoles
Narciso de Vinyoles nació en Valencia en el siglo XV, probablemente entre 1442 y 1447, y murió en Valencia, en el siglo XVI, quizá en 1517. Escritor y jugador de ajedrez español.
Fue consejero y jurado de la ciudad de Valencia, administrador de la lonja y contador de la Generalidad Valenciana, entre el 1468 y el 1516. Concursa e interviene en diversos certámenes poéticos en los años 1474, 1486, 1488 y 1511, con poesías de carácter religioso. Publicó, en prosa y verso, estas obras y una Homelia sobre lo psalm del Miserere mei Deus en 1499.
Es también autor de poesías en idioma toscano como se denominaba el italiano en la época. A instancias de Luis Carrós y Pedro Boil tradujo del latín al castellano el Supplementum cronicarum de Felippo Foresto, en una de las primeras ediciones en lengua castellana en Valencia, en el año 1510.
Es también autor de una de las poesías que cierran Lo procés de les olives en el año 1497, con Bernardo Fenollar y Juan Moreno.
Quizás lo más curioso de su producción literaria es su intervención en el poema Scachs d'amor, en colaboración con Francisco de Castellví y Vic y Bernardo Fenollar. Vinyoles expresa con gracia, elegancia y gran ingenio el lance de cada jugada.